# Sparkasse Mittelmosel Eifel Mosel Hunsrück
Die Sparkasse Mittelmosel – Eifel Mosel Hunsrück ist eine rheinland-pfälzische Sparkasse mit Sitz in Bernkastel-Kues. Sie ist eine Anstalt des öffentlichen Rechts und entstand am 1. Januar 2003 aus der Fusion der Kreissparkassen Bernkastel-Wittlich und Cochem-Zell.

## Organisationsstruktur
Das Geschäftsgebiet der Sparkasse Mittelmosel umfasst die Landkreise Bernkastel-Wittlich und Cochem-Zell, welche auch Träger der Sparkasse sind. Rechtsgrundlagen sind das Sparkassengesetz für Rheinland-Pfalz und die Satzung der Sparkasse. Organe der Sparkasse sind der Verwaltungsrat und der Vorstand.
Die Sparkasse Mittelmosel ist Mitglied des Sparkassenverbandes Rheinland-Pfalz und über diesen auch im Deutschen Sparkassen- und Giroverband.

## Geschäftszahlen
Die Sparkasse Mittelmosel Eifel Mosel Hunsrück wies im Geschäftsjahr 2024 eine Bilanzsumme von 3,376 Mrd. Euro aus und verfügte über Kundeneinlagen von 2,747 Mrd. Euro. Gemäß der Sparkassenrangliste 2024 liegt sie nach Bilanzsumme auf Rang 149. Sie unterhält 15 Filialen/Selbstbedienungsstandorte und beschäftigt 427 Mitarbeiter.

## Sparkassen-Finanzgruppe
Die Sparkasse Mittelmosel Eifel Mosel Hunsrück ist Teil der Sparkassen-Finanzgruppe und gehört damit auch ihrem Haftungsverbund an. Er sichert den Bestand der Institute und sorgt dafür, dass sie auch im Fall der Insolvenz einzelner Sparkassen alle Verbindlichkeiten erfüllen können. Die Sparkasse vermittelt Bausparverträge der regionalen Landesbausparkasse, offene Investmentfonds der Deka und Versicherungen der Provinzial Rheinland. Im Bereich des Leasing arbeitet die Sparkasse Mittelmosel Eifel Mosel Hunsrück mit der  Deutschen Leasing zusammen. Die Funktion der Sparkassenzentralbank nimmt die Landesbank Baden-Württemberg wahr.

## Geschichte
Am 1. Juli 1858 wurde die Kreissparkasse in Bernkastel gegründet. Zum 1. Januar 1971 erfolgte der Zusammenschluss der Kreissparkassen Wittlich und Bernkastel zur Kreissparkasse Bernkastel-Wittlich mit Sitz in Bernkastel-Kues.
Nachdem die Kreissparkasse Cochem-Zell das Geschäftsjahr 2002 mit einem Fehlbetrag in Höhe von rund 19 Mio. Euro abschloss und somit in eine akute Schieflage geraten war, musste sie zum 1. Januar 2003 mit der Kreissparkasse Bernkastel-Wittlich fusionieren. Einen Tag nach der ersten Zweckverbandssitzung der neuen Sparkasse erschoss sich der ehemalige Vorstandsvorsitzende der Kreissparkasse Cochem-Zell, Walter Krieger, in seinem Wohnhaus in Bruttig-Fankel.